# Hampton Court Bridge
Hampton Court Bridge je silniční obloukový most přes Temži mezi Hamptonem v části Richmond na okraji Londýna a městem Molesey v anglickém hrabství Surrey. Most byl pojmenován po paláci Hampton Court Palace na severním břehu Temže.
První most, který stál na místě mostu byl postaven v letech 1752–1753 podle plánů Samuela Stevense a Benjamina Ludgatora a zprovozněn 17. prosince téhož roku. Zničen byl po 25 letech existence. Druhý most byl otevřen v roce 1778 a také byl dřevěný; jeho délka dosahovala 107 m a šířka 5 m. Kolem roku 1840 byl most už značně zchátralý a proto bylo rozhodnuto na jeho místě postavit nový most. Výstavba třetího mostu probíhala mezi květnem 1864 a dubnem 1865 a otevřený byl 10. dubna. Jeho autorem byl ET Murray a výstavba stála 11 176 liber.
Dnešní čtvrtý most byl postaven několik metrů dál po proudu od později zničeného třetího mostu mezi zářím 1930 a dubnem 1933. Most byl otevřen Princem z Walesu 3. července 1933. Má tři obloukové rozpětí a jeho výška nad Temží je 5,9 m. Autory návrhu byli WP Robinson a Edwin Lutyens.

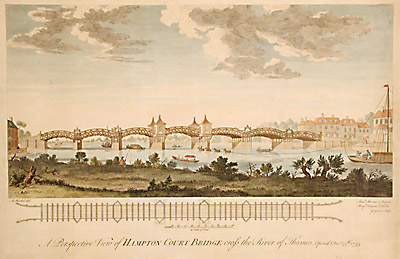
První most
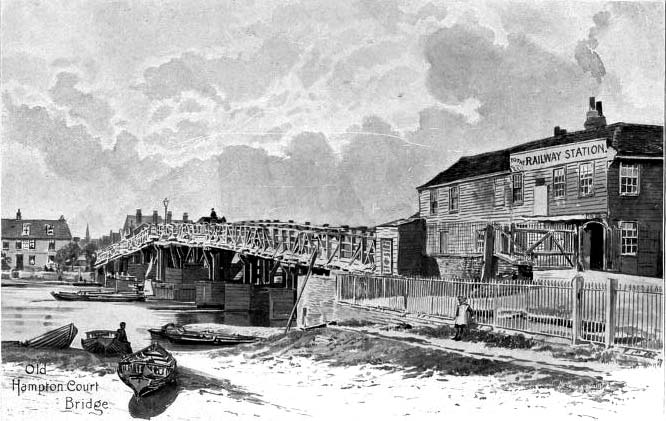
Druhý most
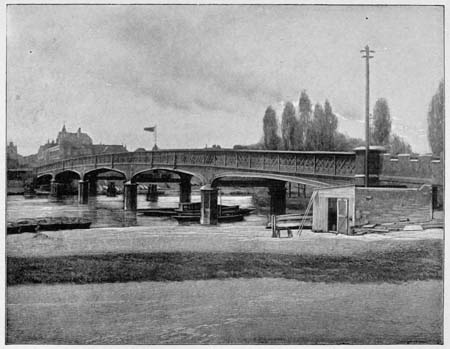
Třetí most z roku 1897
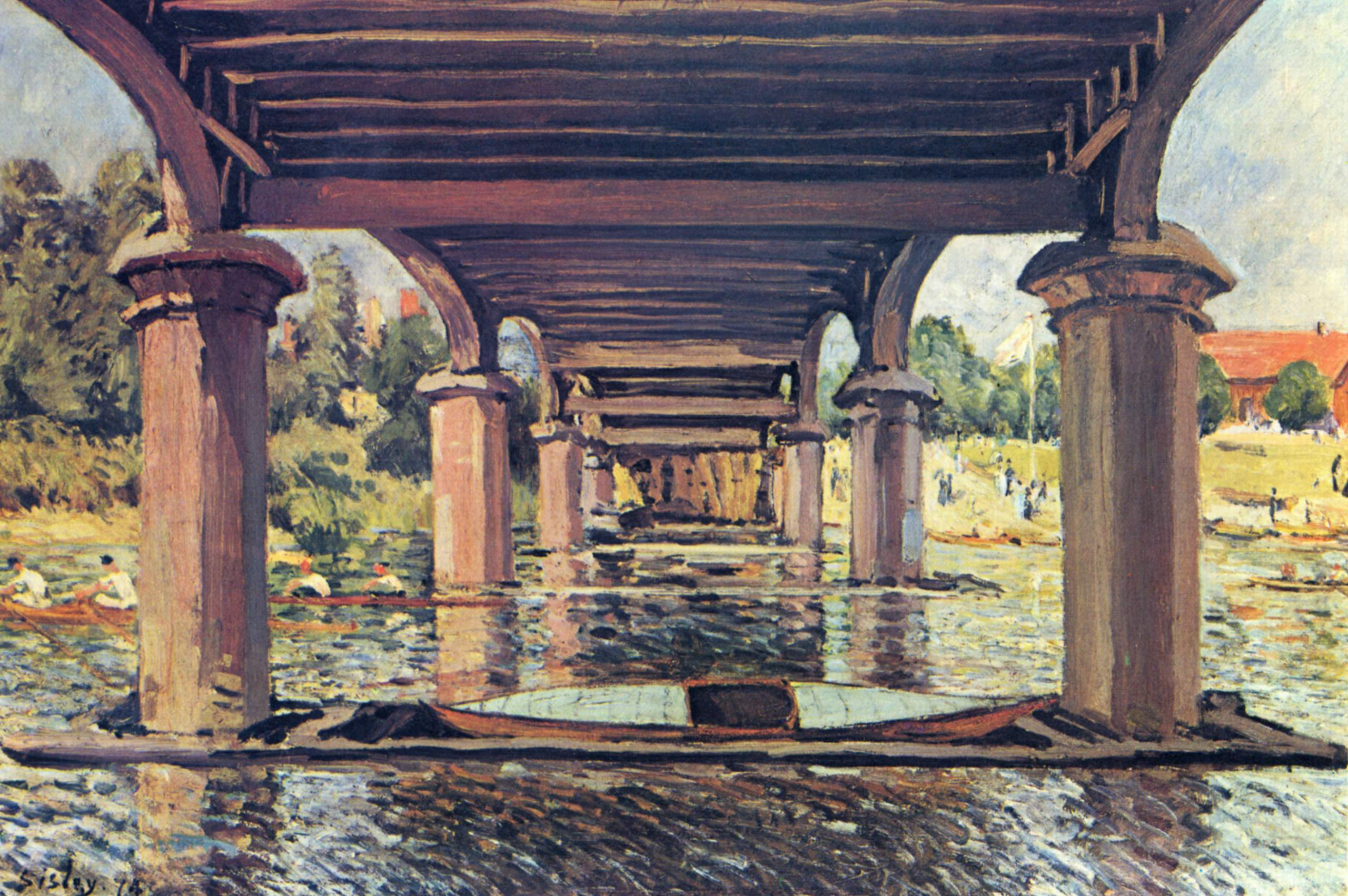
Malba Under the Bridge at Hampton Court Alfreda Sisleyho z roku 1874 ukazuje prostor pod třetím mostem